# Penetagromyza aloes
Penetagromyza aloes är en tvåvingeart som beskrevs av Spencer 1959. Penetagromyza aloes ingår i släktet Penetagromyza och familjen minerarflugor. Inga underarter finns listade i Catalogue of Life.